# عبدالمجید بویبوض
عبدالمجید بویبوض (انگلیسی: Abdelmajid Bouyboud؛ زادهٔ ۲۴ اکتبر ۱۹۶۶) بازیکن سابق فوتبال اهل مراکش بوده است.
وی در تیم ملی فوتبال مراکش ۲۶ بازی انجام داده است و عضو این تیم در جام جهانی فوتبال ۱۹۹۴ بوده است.